# ديفيد بوتس
ديفيد بوتس (بالإنجليزية: David Potts)‏ هو شخصية أعمال بريطاني، ولد في 18 مارس 1957 في أشتون أندر لاين ‏ في المملكة المتحدة.